# Stipomoles vittipes
Stipomoles vittipes är en stekelart som beskrevs av Henry Keith Townes, Jr. 1970. Stipomoles vittipes ingår i släktet Stipomoles och familjen brokparasitsteklar. Inga underarter finns listade i Catalogue of Life.